# 1956-os villamos (Budapest)
A budapesti 1956-os jelzésű villamos egy különjárati villamos volt 2015–18 között, az 1956-os forradalom évfordulójához kapcsolódóan. A viszonylatot a Budapesti Közlekedési Zrt. üzemeltette.

## Története

### 2015 előtt
Mivel az 1956-os forradalom eseményei közül sok kötődött a budapesti villamosok, különösen a 6-os villamos által érintett közterületekhez, a Budapesti Közlekedési Zrt. (BKV) már korábban is összekötötte a forradalomra való emlékezést a mindenkori évfordulók napjaiban a villamosok és villamosmegállók alkalmi köntösbe való öltöztetésével. Volt olyan év, amikor október 23. és november 4. között a 6-os villamos megállóiban olyan installációkat helyeztek el, amelyek az 1956-os forradalom valamely dátumához, esetenként az adott helyszínhez kötve emlékeztették az utasokat a forradalmárok tetteire; az 1956-os járatszámozást ugyanakkor ebben az időszakban még nem alkalmazták.

### 2015
Az 1956-os különjárati villamos először 2015-ben közlekedett Budapesten, a járat indításával a Honvédelmi Minisztérium Nemzeti Rendezvényszervező Hivatala és a Budapesti Közlekedési Központ (BKK) az 1956-os forradalom előtt kívánt emléket állítani. Ennek megfelelően a járat szerelvényei korhű külsővel és a forradalmi időket idéző belső térrel közlekedtek, ebben az évben az október 23-i hosszú hétvégén, illetve az október 31-ei hétvégén. A villamosokat ebben az évben díjmentesen lehetett igénybe venni, a járművek belsejében az 1956-os eseményeket feldolgozó képek és idézetek voltak láthatók, többek között Ignácz Rózsától, Nádas Pétertől, Örkény Istvántól és Fekete Istvántól. Ráadásul tíz, a járat által érintett megállóban különleges, az évfordulóhoz kapcsolódó interaktív kiállítás is látható volt, melyek révén korabeli fotók és idézetek segítségével lehetett visszatekinteni a múltba.
Az 1956-os járatszámozású villamosok ebben az évben a 2-es és a 6-os vonalakon közlekedtek. Az előbbi vonalon október 23-án 12 és 22 óra között 60 percenként, október 24-én, 25-én  és november 1-jén 8 és 22 óra között, szintén 60 percenként jártak a múltidéző szerelvények, míg a nagykörúti vonalon október 23-25 között, valamint október 31-én és november 1-jén egységesen 8 és 22 óra között közlekedtek, 75-80 percenkénti indulási időközzel. A járat menetrendjét a BKK honlapja mellett az oktober23.kormany.hu oldalon is közzétették.

### 2016
Ebben az évben, az 1956-os forradalom 60. évfordulójára emlékezve két különjárati, háromkocsis, korhű Ganz UV villamost indított a Honvédelmi Minisztérium Nemzeti Rendezvényszervező Hivatala és a Budapesti Közlekedési Központ, 1956-os járatszámmal. A járat október 22. és november 4. között minden nap közlekedett, az előző évihez hasonlóan szintén különjárati jelleggel; a járatot normál díjszabással lehetett igénybe venni. A szerelvények október 22-én speciális útvonalon jártak: napközben a Csóka utca és a Szent János Kórház között, majd kora este egy fáklyás felvonulást kísérve, a Szent Gellért tértől a Bem József térig közlekedtek. Ezt követően október 23. és november 4. között minden nap a 6-os villamos vonalán jártak.
A járat 2016. október 22-én 10 órától 14:30-ig a Csóka utca és a Szent János Kórház között közlekedett a Döbrentei tér érintésével, majd a két korhű szerelvény a 16:30-kor kezdődő fáklyás felvonuláshoz csatlakozott. A 6-os villamos vonalán, a Széll Kálmán tér és a Móricz Zsigmond körtér között október 23-án, 29–31 között, november 1-jén és 4-én 10:30–19:00 között, a többi napon (október 24–28 közt, valamint november 2-án és 3-án) pedig 14:15 és 19:00 között, 35-40 perces időközönként járt.

### 2017
A járat 2017. október 22-én a 49-es vonalán 14:15-kor, október 23-án a 6-os vonalán 14:15-kor indultak és délutánonként november 4-én kb. 19 óráig közlekednek.

### 2018
2018. október 22-én a 49-es vonalán járt, majd október 23-ától a 6-os vonalán is közlekedtek a villamosok, mindkét vonalon kb. 19 óráig.

### 2019-től
A viszonylat 2019-től kezdődően nem közlekedett.

## Útvonala
2015-ben a járat a 2-es és a 6-os villamosokéval egyező útvonalon közlekedtek. 2016-ban a járat október 22-én előbb a Csóka utca és a Szent János Kórház, majd kora este a Szent Gellért tér és a Bem József tér között közlekedett, üzemelésének többi napján – október 23. és november 4. között – pedig a 6-os villamos vonalán járt. 2017-ben a villamosok október 22-étől november 4-éig minden délután a 6-os és a 49-es vonalon közlekednek. 2018-ban ez annyiban tért el, hogy október 22-én csak a 49-esen járt.

## Galéria

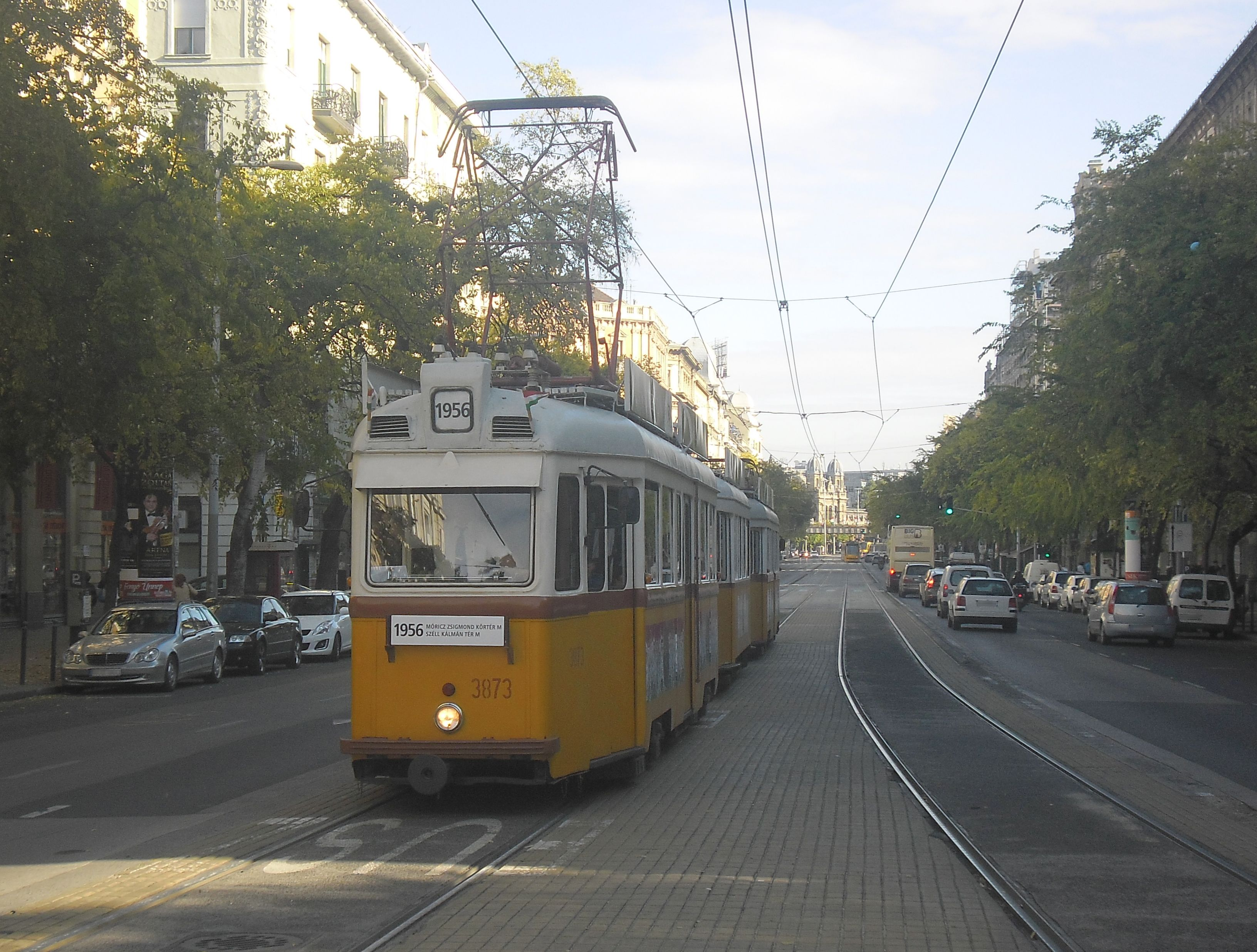
A 6-os villamos vonalán 2015-ben
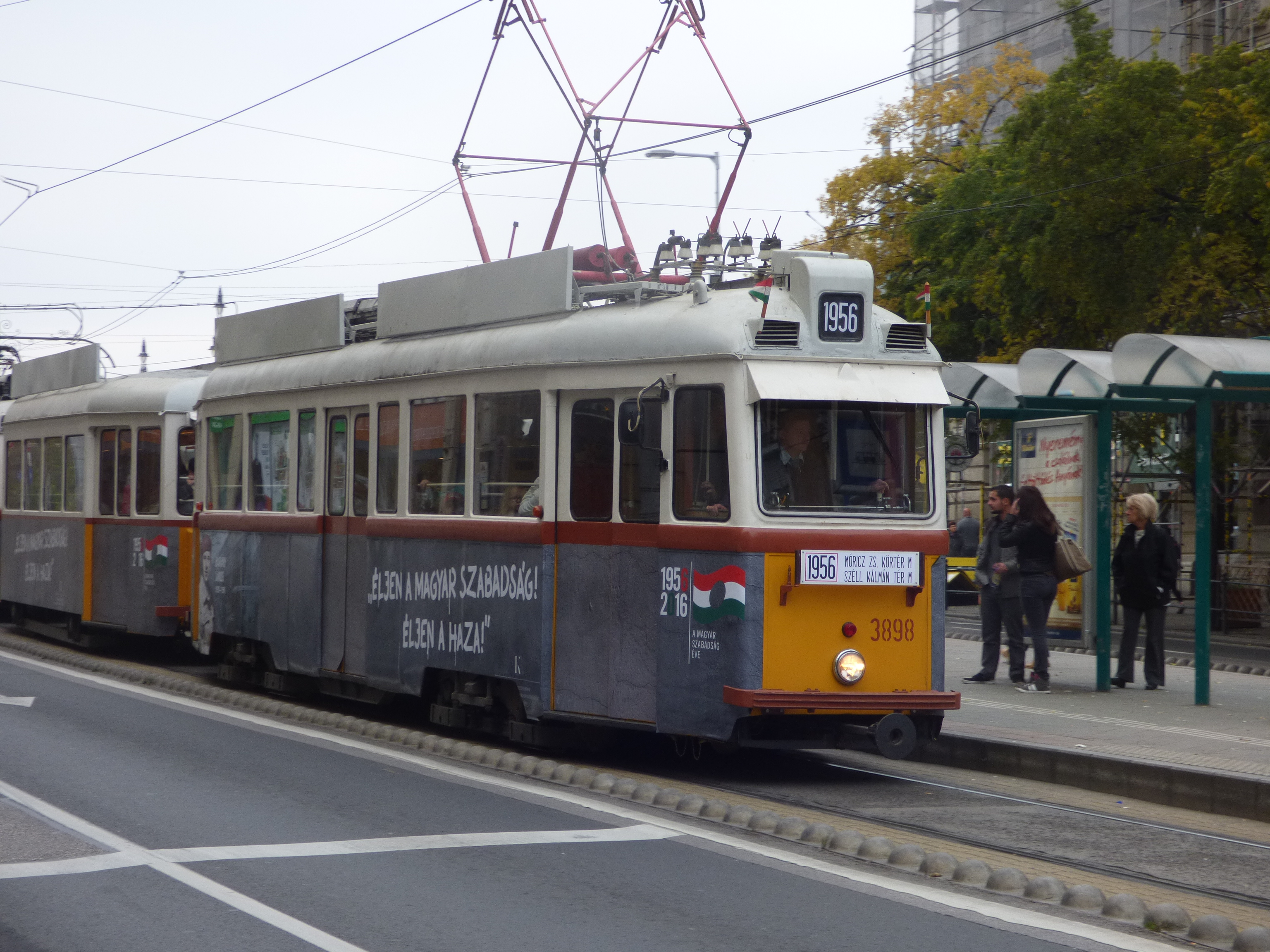
A Jászai Mari téren 2016-ban
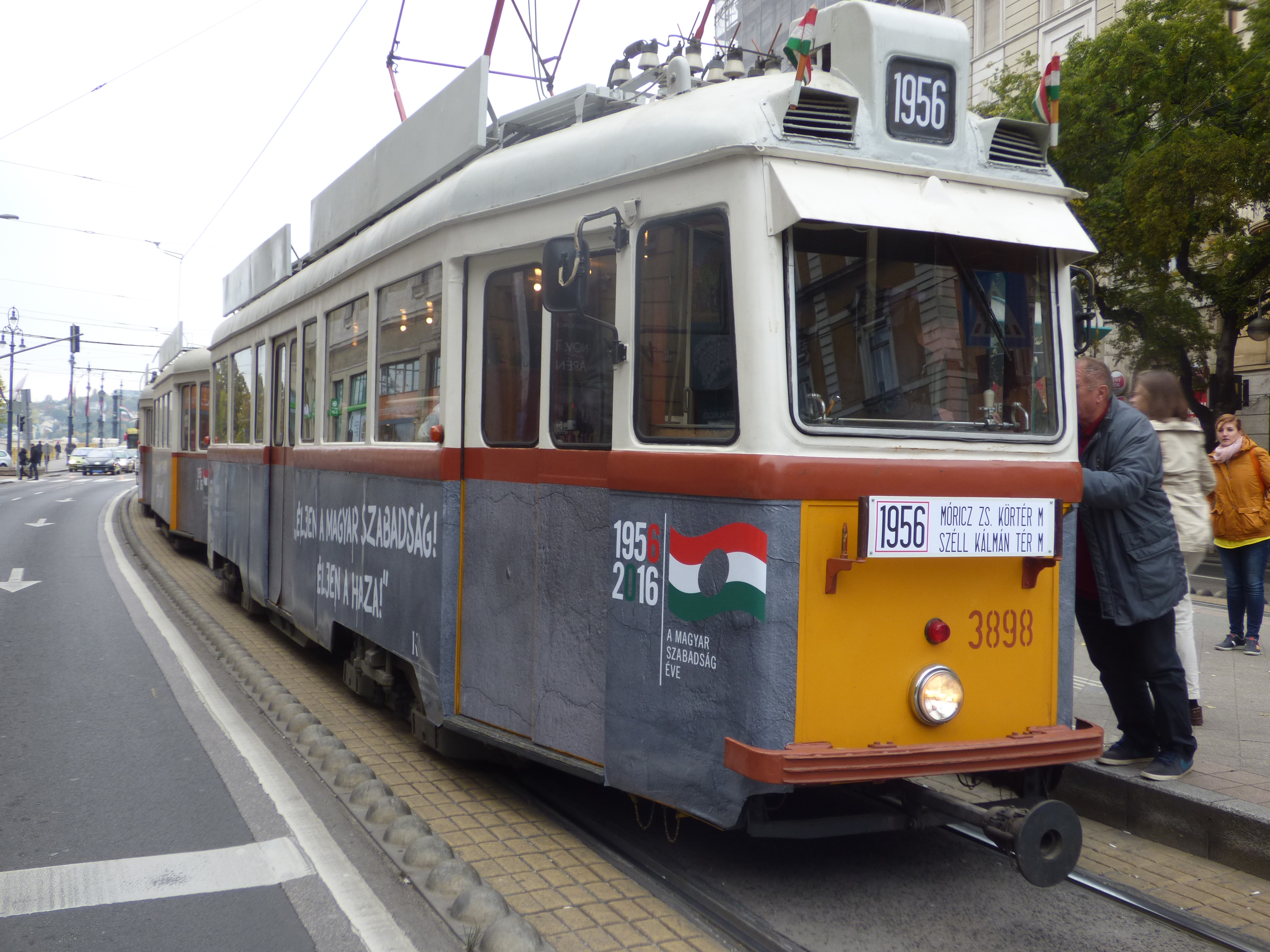
A Jászai Mari téri megállóban 2016-ban
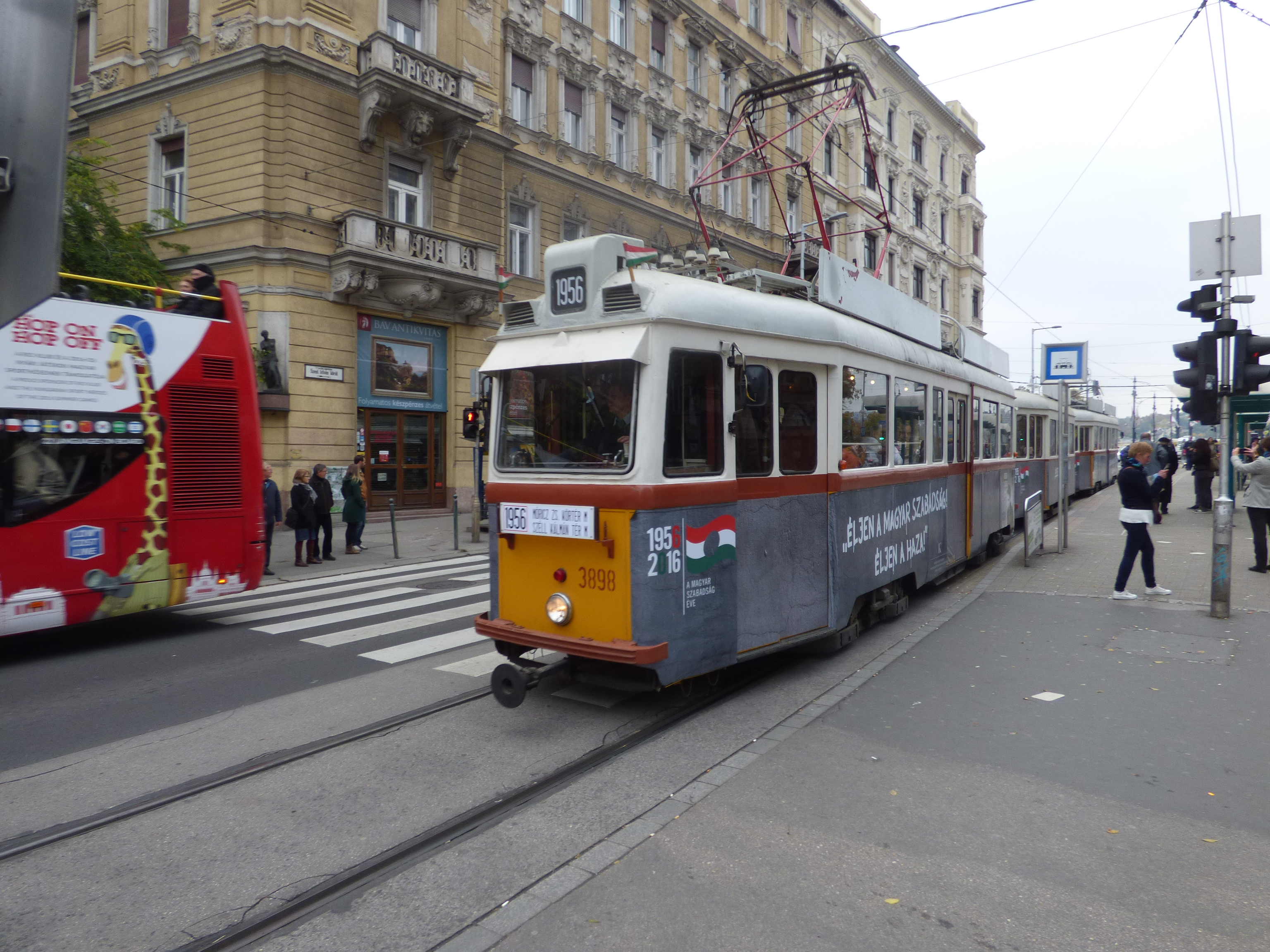
Indulás a Jászai Mari térről
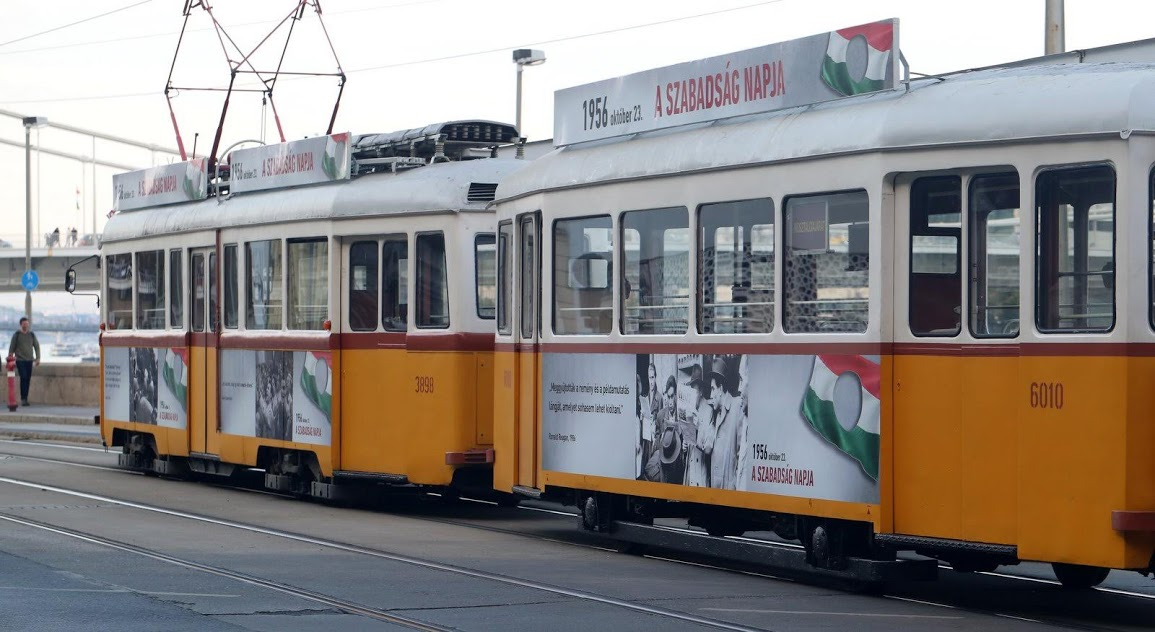
2018. október 22-én a Szent Gellért rakparton
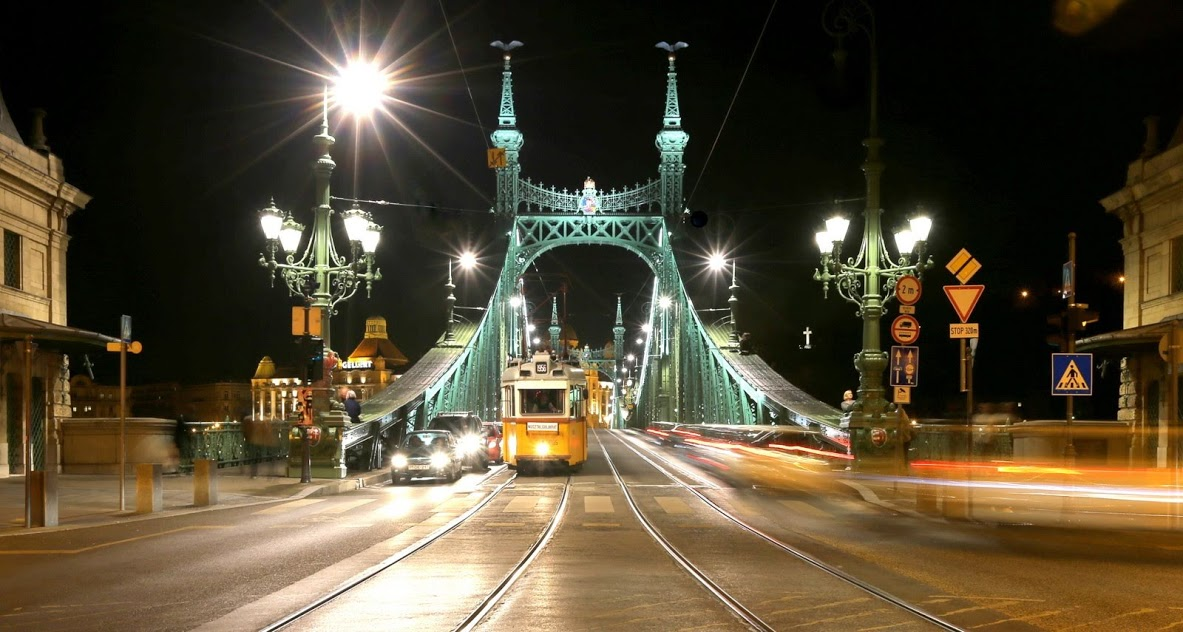
A Fővám téren